# Nikola III. Drašković
Nikola (III.) Drašković, punim imenom Nikolaus Paul Peter Draskovich von Trakostjan (* Beč, 28. srpnja 1968.), austrijski poduzetnik iz nekadašnje hrvatske velikaške obitelji Drašković Trakošćanski. Diplomirao je šumarstvo i ekonomiju te je izvršni direktor firme Elektro-Güssing GmbH iz Güssinga u Austriji.
Sin je grofa Karla Draskovicha (1923. – 2019.) i Monike Salburg. Ima stariju sestru Mariju. U Hrvatskoj vodi poduzeće Trako-Agroludberg d.o.o. koje je 1992. godine osnovao zajedno s ocem pod imenom Agroludberg. Ostvario je pravo na povrat dijela imovine u Hrvatskoj (dvorac Veliki Bukovec).
Oženjen je libijskom plemkinjom Rulom Ben Zikri s kojom ima blizance, kćer Marie Alissar i sina Ivana Alexandera te mlađeg sina Karla Feisala.

## Vanjske poveznice
- Draskovich v. Trakostjan – heirsofeurope.blogspot.com (engl.)
- Čuveni grof Draskovich tužio Hrvatske šume jer su posjekle hrpu stabala. Izgubio je, iako je vlasnik zemlje na kojoj su rasla – telegram.hr